# Gawriił Łomakin
Gawriił Gawriłowicz Łomakin, ros. Гавриил Гаврилович Ломакин, także Giennadij Gieorgijewicz Darnicki (ur. w 1896 w Bogorodsku lub Moskwie, zm. ?) – rosyjski wojskowy, współpracownik polskiego wywiadu w okresie międzywojennym, współpracownik Abwehry podczas II wojny światowej.
W 1913 r. ukończył korpus kadetów, a następnie nikołajewską szkołę kawaleryjską. Podczas wojny domowej w Rosji służył w stopniu rotmistrza w oddziałach gen. Stanisława Bułak-Bałachowicza w ramach Armii Północno-Zachodniej gen. Nikołaja N. Judenicza. Po klęsce wojsk Białych wyjechał w 1920 r. do Polski. Początkowo mieszkał w Brześciu nad Bugiem, gdzie pracował w twierdzy brzeskiej. Następnie przeniósł się do Warszawy. W 1935 r. został zwerbowany przez polski wywiad. Po przeszkoleniu kilka razy był przerzucany przez granicę do ZSRR na misje wywiadowczo-dywersyjne. Potem służył w Policji Państwowej. Brał udział w zabójstwach działaczy komunistycznych i rozpracowywaniu organizacji komunistycznych. Po upadku Polski jesienią 1939 r., zwerbowała go Abwehra. Prowadził werbunek, szkolenia i przerzut agentów przez granicę do ZSRR. Po ataku wojsk niemieckich na ZSRR 22 czerwca 1941 r., służył jako tłumacz w Geheime Feldpolizei w okupowanym Pławsku. Do lipca 1942 r. przebywał w Mińsku. Zajmował się werbowaniem agentów spośród ludności cywilnej i jeńców wojennych z Armii Czerwonej w Homlu, Borysowie i innych miastach białoruskich. Następnie prowadził tę działalność w Rżewie, Wiaźmie i Syczowce. Agenci byli wykorzystywani na okupowanych terenach ZSRR lub przerzucani przez linię frontu na tyły wojsk sowieckich. Dalsze losy G. G. Łomakina są nieznane.